# 朝長美櫻
朝長美櫻（日语：／ Tomonaga Mio */?，1998年5月17日—）是日本女藝人，為女子偶像團體HKT48 Team KIV前成員，曾兼任姐妹團體AKB48，福岡縣出身，所屬經紀公司為TWIN PLANET。2012年以HKT48二期生身分出道。2020年1月15日自HKT48畢業。

## 經歷
2012年6月23日，朝長通過HKT48二期生徵選。9月23日，在HKT48劇場首次公開亮相，演唱《想見你》一曲。9月30日，出演HKT48研究生「Party開始了」公演，於劇場公演出道。12月5日發行的AKB48第29張單曲《永遠的壓力》，其中收錄了HKT48第一首原創歌曲《初戀蝴蝶》，朝長入選此歌曲的選拔。當中只有三名二期生入選，包括朝長、田島芽瑠及渕上舞。
2013年5月22日發行的AKB48第31張單曲《再見自由式》，首次進入AKB48單曲選拔。6月6日，於「AKB48第32張單曲選拔總選舉」中獲得12,128票，得到第59名，為「Future Girls」，同時是首次進入圈內。9月18日，朝長在HKT48猜拳大會預賽中擊敗指原莉乃，朝長更獲指原的支持：「希望她得到第一，我把自己的運氣全部給她！」，進入「AKB48第34張單曲選拔猜拳大會」中，但猜拳不敵田野優花，在第三回戰出局，未能入選單曲選拔成員。7月20日，於「AKB48 2013盛夏的巨蛋巡迴〜還有許多 不得不做的事情〜」福岡巨蛋場次上，獲宣布與田島芽瑠、AKB48的小嶋真子、西野未姬、冈田奈奈、SKE48的北川綾巴以及NMB48的澀谷凪咲，組成AKB48首個研究生衍生組合「小瓢蟲Chu!」。朝長在得悉自己被選後表示驚訝，「為什麼是我？我唱歌和跳舞也不是太好呢，想了很久（也不知道選我的原因）」。9月4日發行的HKT48 第二張單曲《哈密瓜汁》，和田島芽瑠共同擔任Center，這是朝長首次擔任HKT48單曲的Center。這也是HKT48第二次以研究生擔任單曲Center，AKB48集團首次以研究生擔任單曲雙Center的紀錄。
2014年1月11日，於大分縣iichiko剧场“HKT48九州7县巡演～和可爱的孩子们一起旅行～”的第一天夜公演中，宣布升格到新成立的Team KIV。2月24日，於DiverCity東京舉辦的「AKB48集團大組閣祭」中，宣布所屬隊伍除維持升格至Team KIV，另外新增兼任AKB48 Team B。3月12日發行的HKT48第三張單曲《櫻花，大家一起來品嚐》，再次與田島芽瑠共同擔任Center。4月28日，首次出演AKB48 Team B的公演。6月7日，於「AKB48第37張單曲選拔總選舉」中獲得23,766票，獲得第27名，為「Under Girls」。
2015年3月26日，在「AKB48春季單獨演唱會～次期總現正修行中！～」安可後的「春季人事變動」中，宣布兼任隊伍轉至AKB48 Team 4。5月1日，在「AKB48×週刊Young Magazine ×755watch」合作舉辦的個人寫真集爭奪戰中拿下第一名，並憑此成績獲得推出個人寫真集的機會。6月6日，於「AKB48第41張單曲選拔總選舉」中，獲得28,197票，得到第21名，為「Under Girls」。
2016年3月30日，發行個人首本寫真集《日向》。6月18日，於「AKB48第45張單曲選拔總選舉」中，獲得31,314票，得到第23名，為「Under Girls」。
2017年6月18日，於「AKB48第49張單曲選拔總選舉」中，獲得25,733票，得到第35名，為「Next Girls」。12月8日，於AKB48劇場12周年公演中的「組閣」中，宣布將解除AKB48 Team 4的兼任。
2018年2月17日，宣布因半月板損傷，為了專注治療，暫停公演及演唱會的演出。5月18日，在送别会公演后专任HKT48。6月16日，於「AKB48第53張單曲世界選拔總選舉」中，得到24,272票，獲得第48名，為「Next Girls」。
2019年9月8日，於神戶世界紀念館舉行的「神戶Collection」中首次在時裝展覽中登台。12月21日，於R24「博多Refresh」公演中宣布畢業。
2020年1月15日，在HKT48劇場舉辦畢業公演，正式從HKT48畢業。9月17日，開設個人官方粉絲俱樂部「mioroom」。10月23日，宣布成立飾品品牌「Amy」（2023年12月結束營運）。
2023年12月11日，宣布將於年底退出所屬約3年的經紀公司AKA。
2024年1月1日，宣布加入經紀公司TWIN PLANET。
2025年4月18日，宣布與程式設計師兼企業家山內奏人結婚。

## 人物
- 「美櫻」這個名字的由來是：「因為是5月出生，當時櫻花剛謝沒多久，櫻花很漂亮，所以爺爺幫我取了這個名字。」[48]
- 雖然不擅長運動，但因為上了9年游泳課，所以游泳很好[48]。
- 中學時期曾加入管樂社，吹奏單簧管[48]。

### HKT48相關
- Catch Phrase（自我介紹詞）是「想要美櫻的笑臉嗎？只要一笑眼睛就會變成腰果的形狀，我是暱稱Mio的朝長美櫻。」（みーお笑顔にしてくれますかー？笑うと目の形がカシューナッツになります、みおこと朝長美桜です。）[49]
- 2013年3月17日，在Google+上宣布加入由松井玲奈等人組成的「密瓜包同盟」[50]。
- 雖然在團內被當作妹妹，但實際上是家中長女，有弟弟、妹妹。

## 音樂作品
- 標註「★」符號者表示該首歌曲有拍攝MV。

### AKB48家族單曲CD
HKT48
|      | 發行日期       | 單曲名稱               | 參與歌曲名稱             | 名義     | 收錄於 | MV | 備註                           |
| ---- | -------------- | ---------------------- | ------------------------ | -------- | ------ | -- | ------------------------------ |
| 1st  | 2013年3月20日  | 喜歡！喜歡！小跳步！   | 喜歡！喜歡！小跳步！     |          | 全版本 | ★  | A面曲 首次進入選拔             |
| 1st  | 2013年3月20日  | 喜歡！喜歡！小跳步！   | 求求你华伦亭             |          | 全版本 |    |                                |
| 1st  | 2013年3月20日  | 喜歡！喜歡！小跳步！   | 單相思的唐揚             | 甘口姬   | Type-A | ★  |                                |
| 2nd  | 2013年9月4日   | 哈密瓜汁               | 哈密瓜汁                 |          | 全版本 | ★  | A面曲 與田島芽瑠共同擔任Center |
| 2nd  | 2013年9月4日   | 哈密瓜汁               | 希望的海流               | 甘口姬   | Type-A | ★  |                                |
| 2nd  | 2013年9月4日   | 哈密瓜汁               | 浪聲之音樂盒             |          | Type-C |    |                                |
| 3rd  | 2014年3月12日  | 櫻花，大家一起來品嚐   | 櫻花，大家一起來品嚐     |          | 全版本 | ★  | A面曲 與田島芽瑠共同擔任Center |
| 3rd  | 2014年3月12日  | 櫻花，大家一起來品嚐   | 你怎麼了？               |          | 全版本 |    |                                |
| 3rd  | 2014年3月12日  | 櫻花，大家一起來品嚐   | 與前男友的哥哥交往這回事 | Team KIV | Type-B | ★  | 與宮脇咲良共同擔任Center       |
| 3rd  | 2014年3月12日  | 櫻花，大家一起來品嚐   | 因為喜歡你（博多腔版）   |          | 劇場盤 |    |                                |
| 4th  | 2014年9月24日  | 有所保留的我爱你！     | 有所保留的我爱你         |          | 全版本 | ★  | A面曲                          |
| 4th  | 2014年9月24日  | 有所保留的我爱你！     | 現在 正想著你            |          | 全版本 |    |                                |
| 4th  | 2014年9月24日  | 有所保留的我爱你！     | 在夏季之前               | Team KIV | Type-B | ★  |                                |
| 5th  | 2015年4月22日  | 12秒                   | 12秒                     |          | 全版本 | ★  | A面曲                          |
| 5th  | 2015年4月22日  | 12秒                   | 摇滚吧、人生就是…        |          | 全版本 | ★  |                                |
| 5th  | 2015年4月22日  | 12秒                   | 去夏威夷吧               | Team KIV | Type-C | ★  |                                |
| 6th  | 2015年11月25日 | 吵死了！               | 吵死了！                 |          | 全版本 | ★  | A面曲                          |
| 6th  | 2015年11月25日 | 吵死了！               | 黃昏的二人車             |          | 全版本 |    |                                |
| 6th  | 2015年11月25日 | 吵死了！               | 看见梦想的Team KIV       | Team KIV | Type-B | ★  | 與岡田栞奈共同擔任Center       |
| 7th  | 2016年4月13日  | 给74亿分之1的你        | 给74亿分之1的你          |          | 全版本 | ★  | A面曲                          |
| 7th  | 2016年4月13日  | 给74亿分之1的你        | Chain of love            |          | 全版本 |    |                                |
| 7th  | 2016年4月13日  | 给74亿分之1的你        | 愛因斯坦比黛安娜·艾格倫  |          | Type-C | ★  |                                |
| 8th  | 2016年9月7日   | 最棒了唷               | 最棒了唷                 |          | 全版本 | ★  | A面曲                          |
| 8th  | 2016年9月7日   | 最棒了唷               | Go Bananas!              | Team KIV | Type-C | ★  |                                |
| 9th  | 2017年2月15日  | BUG也無妨              | BUG也無妨                |          | 全版本 | ★  | A面曲                          |
| 9th  | 2017年2月15日  | BUG也無妨              | 不可避免的情人           |          | 全版本 | ★  |                                |
| 9th  | 2017年2月15日  | BUG也無妨              | HKT48家族                |          | 劇場盤 |    |                                |
| 10th | 2017年8月2日   | 接吻真的只能慢慢來嗎？ | 接吻真的只能慢慢來嗎？   |          | 全版本 | ★  | A面曲                          |
| 10th | 2017年8月2日   | 接吻真的只能慢慢來嗎？ | 浪漫的疾病               |          | 劇場盤 |    |                                |
| 12th | 2019年4月10日  | 意志                   | 意志                     |          | 全版本 | ★  | A面曲                          |
| 12th | 2019年4月10日  | 意志                   | 從誰開始握手             |          | 全版本 |    |                                |
| 12th | 2019年4月10日  | 意志                   | 無論何時都在身旁         |          | Type-A | ★  |                                |

AKB48
|      | 發行日期       | 單曲名稱           | 參與歌曲名稱         | 名義                  | 收錄於           | MV | 備註                        |
| ---- | -------------- | ------------------ | -------------------- | --------------------- | ---------------- | -- | --------------------------- |
| 29th | 2012年12月5日  | 永遠的壓力         | 初戀蝴蝶             | HKT48                 | Type-C           | ★  |                             |
| 31st | 2013年5月22日  | 再见自由式         | 再见自由式           |                       | 全版本           | ★  | A面曲 首次進入AKB48單曲選拔 |
| 32nd | 2013年8月21日  | 戀愛的幸運餅乾     | 猜想的橘子果醬       | Future Girls          | Type-K           | ★  |                             |
| 32nd | 2013年8月21日  | 戀愛的幸運餅乾     | 晴空咖啡             |                       | 劇場盤           |    |                             |
| 33rd | 2013年10月30日 | 真心電流           | 只給你的Chu!Chu!Chu! | 小瓢蟲Chu!            | Type-B           | ★  |                             |
| 34th | 2013年12月11日 | 倘若在梧桐樹什麼的 | 眨眼3次              | HKT48                 | Type-H           | ★  |                             |
| 34th | 2013年12月11日 | 倘若在梧桐樹什麼的 | 選擇吧彩虹           | 小瓢蟲Chu!            | 劇場盤           |    |                             |
| 35th | 2014年2月26日  | 勇往直前           | 比起昨天更喜歡你     | Smiling Lions         | 全版本           | ★  |                             |
| 36th | 2014年5月21日  | 拉布拉多獵犬       | 拉布拉多獵犬         |                       | 全版本           | ★  | A面曲                       |
| 36th | 2014年5月21日  | 拉布拉多獵犬       | B花園                | Team B                | Type-B           | ★  |                             |
| 37th | 2014年8月27日  | 心意告示牌         | 某人投的球           | Under Girls           | 全版本           | ★  |                             |
| 38th | 2014年11月26日 | 希望無限           | 現在、Happy          | 玫瑰組                | Type-A、劇場版   | ★  |                             |
| 38th | 2014年11月26日 | 希望無限           | 寂寞俱樂部           | Team B                | Type-C           | ★  |                             |
| 39th | 2015年3月4日   | Green Flash        | 大人列車             | HKT48                 | Type-H           | ★  |                             |
| 39th | 2015年3月4日   | Green Flash        | 初戀的雄蕊           | 小瓢蟲Chu!&獨角仙Chu! | 劇場盤           |    |                             |
| 40th | 2015年5月20日  | 我們不戰鬥         | 「男生」列入研究對象 | 小瓢蟲Chu！           | Type-A           | ★  |                             |
| 41st | 2015年8月26日  | Halloween Night    | 再見沖浪板           | Under Girls           | 除Type-C、Type-D | ★  |                             |
| 42nd | 2015年12月19日 | 紅唇Be My Baby     | 好像､有點､突然…      | Team 4                | Type-D           | ★  |                             |
| 43rd | 2016年3月9日   | 你就是旋律         | Make noise           | HKT48                 | Type-C           | ★  |                             |
| 44th | 2016年6月1日   | 不需要翅膀         | 沈思者               | Team 4                | Type-B           | ★  |                             |
| 45th | 2016年8月31日  | LOVE TRIP/分享幸福 | 傳說的魚             | Under Girls           | Type-A           | ★  |                             |
| 46th | 2016年11月16日 | High Tension       | 清純疲勞             | 小瓢蟲Chu!            | Type-E           | ★  |                             |
| 47th | 2017年3月15日  | Shoot Sign         | 轉不停的摩天輪       | HKT48                 | Type-C           | ★  |                             |
| 48th | 2017年5月31日  | 空有願望           | 空有願望             |                       | 全版本           | ★  | A面曲                       |
| 48th | 2017年5月31日  | 空有願望           | 前兆                 |                       | Type-A           | ★  |                             |
| 49th | 2017年8月15日  | #就是喜歡你        | 不知所措猶豫不決     | Next Girls            | Type-A           | ★  |                             |
| 51st | 2018年3月14日  | Ja-Ba-Ja           | 直到倒下為止         | HKT48                 | Type-C           | ★  |                             |
| 53rd | 2018年9月19日  | 感傷列車           | 不是朋友嗎？         | Next Girls            | Type-A           | ★  |                             |

其他
| 發行日期       | CD名稱                 | 參與歌曲名稱 | 名義 | 收錄於 | MV | 備註                              |
| -------------- | ---------------------- | ------------ | ---- | ------ | -- | --------------------------------- |
| 2014年12月24日 | 與其溫柔不如給我一個吻 | 微弱春風     |      | 全版本 | ★  | 渡邊美優紀猜拳大會solo單曲的C/W曲 |

### AKB48家族專輯CD
HKT48
|     | 發行日期       | 專輯名稱 | 參與歌曲名稱      | 名義 | 收錄於 | 備註   |
| --- | -------------- | -------- | ----------------- | ---- | ------ | ------ |
| 1st | 2017年12月27日 | 092      | 食指的子弹        |      | 全版本 | 主打曲 |
| 1st | 2017年12月27日 | 092      | 2018年之橋        |      | Type-A |        |
| 1st | 2017年12月27日 | 092      | 我們的Stand By Me |      | Type-B |        |
| 1st | 2017年12月27日 | 092      | Fan Meeting       | F24  | Type-C |        |

AKB48
|     | 發行日期       | 專輯名稱                     | 參與歌曲名稱    | 名義       | 收錄於          | 備註 |
| --- | -------------- | ---------------------------- | --------------- | ---------- | --------------- | ---- |
| 5th | 2014年1月22日  | 未来轨迹                     | 微笑捉迷藏      | 小瓢虫Chu! | Type-B          |      |
| 6th | 2015年1月21日  | 這裡是羅德斯島、在這裡跳吧！ | Birth           |            | Type-A          |      |
| 6th | 2015年1月21日  | 這裡是羅德斯島、在這裡跳吧！ | To go           | Team B     | Type-B          |      |
| 7th | 2015年11月18日 | 0與1之間                     | 哭訴時間        | Team 4     | MILLION SINGLES |      |
| 7th | 2015年11月18日 | 0與1之間                     | 小瓢蟲Chu!尋覓! | 小瓢蟲Chu! | THEATER EDITION |      |
| 8th | 2017年1月25日  | 点时成菁                     | 青澀的搖滾      |            | Type-B          |      |

### 劇場公演分組曲
| 公演名稱                              | 參與歌曲名稱   | 備註             |
| ------------------------------------- | -------------- | ---------------- |
| 研究生時期                            |                |                  |
| HKT48 研究生公演「PARTY開始了」       | 裙襬飄飄       |                  |
| HKT48 研究生公演「脑内天堂」          | 骨头华尔兹     |                  |
| Team H「博多傳奇」公演                | 天國野郎       | 作為支援成員出演 |
| Team H「博多傳奇」公演                | 制服的班比     | 宮脇咲良的代演   |
| HKT48 向日葵組「睡衣兜風」公演        | 天使的尾巴     |                  |
| Team KIV時期                          |                |                  |
| Team KIV 1st Stage「劇場的女神」公演  | 你好 我的初恋  | Center           |
| Team KIV 1st Stage「劇場的女神」公演  | 來一塊糖果     | 宮脇咲良的代演   |
| Team KIV 2nd Stage“最终钟声鸣响” 公演 | 初戀小偷       |                  |
| Team KIV 2nd Stage“最终钟声鸣响” 公演 | 雄蕊雌蕊夜之蝶 |                  |
| Team KIV 3rd Stage“制服之芽” 公演     | 狼與自尊       |                  |

| 公演名稱                               | 參與歌曲名稱 | 備註 |
| -------------------------------------- | ------------ | ---- |
| 仓持Team B时期                         |              |      |
| Team B 3rd Stage「睡衣兜風」公演       | 睡衣兜风     |      |
| 高橋Team 4兼任時期                     |              |      |
| Team 4 4th Stage「不要讓夢想死去」公演 | Bye Bye Bye  |      |

## 演出

### 電視劇
- 女子高警察（日语：女子高警察）（2013年10月27日－2014年3月17日，富士電視台）-「小瓢蟲Chu!」主演電視連續劇[51]
- AKB恐怖夜 腎上腺素之夜 第16集《女主角》（2015年11月26日，朝日電視動畫）：飾演 亞津子（單篇主演）[52]
- 馬路須加學園0 木更津亂鬥篇（2015年11月29日，日本電視台、Hulu）：飾演 棒讀（ボウヨミ）[53][54]
- 陪酒須加學園（2016年10月30日－2017年1月15日，日本電視台）：飾演 棒讀／海馬[55]

### 舞台劇
- HKT48指原莉乃座長公演（2015年4月8日－23日，明治座／2015年8月15日－31日，博多座）：飾演 [56]

### 活動
- 神戶Collection 2019 AUTUMN／WINTER（2019年9月8日，神戶世界紀念館）[35]

## 書籍

### 寫真集
- 日向（2016年3月30日，講談社）[57]

## 外部連結
- 朝長美櫻官方網站（日語）
- TWIN PLANET個人介紹頁 （页面存档备份，存于）（日語）
- 舊官方網站（2020年9月17日－2024年1月）（日語）
- AKA個人介紹頁（日語）
- HKT48個人介紹頁（日語）
- AKB48個人介紹頁（日語）
- 朝長美櫻的X（前Twitter）（日語）
- 朝長美櫻的Instagram帳戶（日語）
- 朝長美櫻的Threads（日語）
- 朝長美櫻的新浪微博（日語）
- YouTube上的みおちゃんねる頻道（日語）
- 朝長美櫻的TikTok（日語）
- 朝長美櫻的note（日語）
- 朝長美櫻的Google+（日語）
- 朝長美櫻 官方755（日語）

個人品牌相關
- Amy官方網站（2023年12月結束營運）（日語）
- Amulabel官方網站（日語）